# Ружа Балог
Ружа Балог (Вашица, 3. октобар 1943 — Лијеж, Белгија, 11. март 2020), била је позната српска и југословенска певачица народне музике, староградских песама и севдалинки.

## Биографија
Од рођења, живот јој је био трновит. Мајку и не памти јер је одмах након рођења остала сироче. Током другог светског рата губи већину чланова своје породице, а бака која постаје сав њен свет, преузима бригу о њеном одрастању.
Још у најранијем детињству показује раскошан таленат за музику. Укључује се у музичке секције, као солиста, уз пратњу тамбурашких оркестара. Из те љубави и природно је да се најбоље остварила као интерпретатор староградских песама и романси.
У Сарајево долази са непуних осамнаест година, где се заљубљује у рођеног Сарајлију Славка Балога - музичара, текстописца и композитора, који постаје њен животни сапутник. Ружа постаје вокални солиста РТВ Сарајево, а пратили су је реномирани музичари тог времена: Јовица Петковић, Исмет Алајбеговић Шербо, Драго Тркуља... Имала је завидну каријеру и била је изузетно цењена интерпретаторка стаоградске песме, романсе али и севдаха. Била је омиљени глас на радио таласима и на концертима. Иза себе је оставила богату ризницу староградских песма и севдалинки уз пратњу Тамбурашког и Народног оркестра РТВ Сарајево. Босанску песму певала је као да је рођена у Босни и Херцеговини. 
1992. године напушта Сарајево и сели се у Лијеж, где је и умрла. Сахрањена је у Лијежу, поред супруга Славка.

## Фестивали
- 1971. Илиџа - У туђој земљи
- 1972. Илиџа - Свирај виолино стара
- 1975. Илиџа - Ти си сунце мога свијета